# Відсоток (фінанси)
Відсоток або процент — економічна категорія, суть якої полягає в тому, що вони є частиною прибутку, котру позичальник сплачує за взятий у кредит позичковий капітал (грошовий чи у вигляді інших активів). Джерелом відсотка є додаткова вартість, що створюється в процесі продуктивного використання цього капіталу, а кількісним вираженням — норма відсотка, або ставка.

## Згідно з українським законодавством
Відсотки — платіж, що здійснюється позичальником на користь кредитора у вигляді плати за використання залучених на визначений строк коштів або майна. До відсотків відносяться:
- платіж за використання коштів або товарів (робіт, послуг), отриманих у кредит;
- платіж за використання коштів, залучених у депозит;
- платіж за придбання товарів на виплат;
- платіж за використання майна, отриманого в користування (орендні, у тому числі лізингові та рентні операції).

Відсотки нараховуються у вигляді відсотків на основну суму заборгованості або фіксованих сум. У разі коли залучення коштів здійснюється шляхом продажу облігацій, казначейських зобов'язань або ощадних (депозитних) сертифікатів, емітованих позичальником, сума відсотків визначається шляхом нарахування відсотків на номінал такого цінного паперу, виплати фіксованої премії чи виграшу або шляхом визначення різниці між ціною розміщення та ціною погашення такого цінного паперу (сума дисконту). Платежі за іншими цивільно-правовими договорами, незалежно від того, чи встановлені вони в абсолютних (фіксованих) цінах або у відсотках до суми договору або до іншої вартісної бази, не є відсотками.